# Arturo Vecchini
Arturo Vecchini (Ancona, 19 novembre 1857 – Ancona, 21 novembre 1927) è stato un avvocato e politico italiano.

## Biografia
Fu direttore del Corriere delle Marche, avvocato, poi sindaco di Ancona e deputato nelle file dei liberali nella XXII legislatura (1904-09).
Massone, non si sa dove e quando fu iniziato, ma il 12 febbraio 1887 fu affiliato Maestro massone nella Loggia Giuseppe Garibaldi di Ancona, e nel 1890 ne fu eletto Maestro venerabile.
Scrisse e declamò il discorso inaugurale del Monumento nazionale delle Marche, il 18 settembre 1912.
Suo figlio, Aldo Vecchini, anch'egli avvocato, fu un esponente di spicco del regime fascista.